# Валделете (Виченца)
Валделете је насеље у Италији у округу Виченца, региону Венето.
Према процени из 2011. у насељу је живело 90 становника. Насеље се налази на надморској висини од 273 м.